# فرودگاه اردبیل

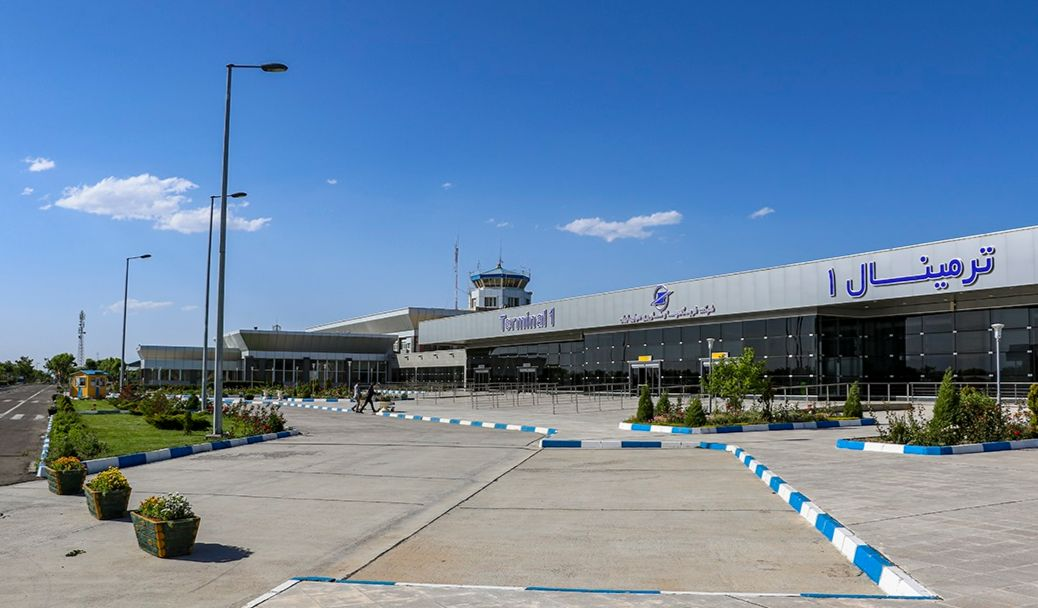
فرودگاه اردبیل

فرودگاه بین‌المللی شهدای اردبیل (یاتا: ADU، ایکائو: OITL) فرودگاهی در شمال شرق اردبیل، در شمال غرب ایران است.
در سال ۲۰۱۶ میلادی ۱٬۹۹۸ نشست و برخاست هواپیما در این فرودگاه انجام شد و ۲۴۹٬۴۰۰ نفر مسافر و ۱٬۷۶۳٬۱۳۳ کیلوگرم بار از طریق آن جابجا شدند.
پروازهای بین المللی این فرودگاه به مقصد کشورهای عراق و عربستان و در قالب سفرهای زیارتی حج و زیارت می باشد.

## شرکت‌های هواپیمایی و مقصدهای پروازی
| شرکت‌های هواپیمایی | مقصدهای پروازی |
| ----------------- | -------------- |
| هواپیمایی ماهان   | تهران، مشهد    |
| هواپیمایی آتا     | تهران          |
| هواپیمایی آسمان   | تهران          |
| ایران ایر         | تهران-مهرآباد  |
| هواپیمایی زاگرس   | فصلی: نجف      |